# دار دون للنشر والتوزيع
دار دَوِّن للنشر والتوزيع هي شركة مصرية مستقلة تعمل في مجال نشر الكتب والمطبوعات وتوزيعها، تأسست في عام 2008 .

## الإصدارات
صدر عن الدار حتي الآن ما يقرب من 300 عنوان ومصنف ما بين الرواية بأنواعها، والكتب الفكرية والاجتماعية، وكتب المقال، كتب الحضارة الإسلامية، كتب في العلوم الإدارية والاجتماعية، شعر بالفصحى وبالعامية المصرية، كتب التسلية وأدب الاعترافات.تميزت أغلب تلك العناوين بالانتشار الكبير بين الجمهور المصري والعربي. كما تم ترشيح الكتب التي أحدثت رواجاً فكريا وثقافيا في وسائل الاعلام والصحافة، وحازت مجموعة منها على جوائز أدبية، ومن تلك الاصدارات:
- “نهاية التاريخ” عبد الوهاب المسيري، فكر (تحت الطبع)
- “الفلسفة المادية وتفكيك الإنسان” عبد الوهاب المسيري. فكر (تحت الطبع)
- “الانتفاضة الفلسطينية والازمة الصهيونية” عبد الوهاب المسيري، فكر (تحت الطبع)
- “الإنسان والحضارة” عبد الوهاب المسيري، فكر
- “الصهيونية والحضارة الغربية” عبد الوهاب المسيري، فكر
- “يا عيني يا مصر” د. نبيل فاروق، كتاب
- “أيام الأمل والحيرة” بهاء طاهر، كتاب
- “في أوروبا والدول المتخلفة” بلال فضل، كتاب
- “كلمة السر.. بحث في النفوس والأحوال” منال عمر، اجتماع
- “بس يا يوسف” أميرة الدسوقي، قصص - جائزة ساويرس الأدبية / المركز الأول
- “بلا رأس” محمود الغنام، رواية - جائزة ساقية الصاوي الأدبية / المركز الأول
- “رجال البزة الحمراء” محمد صبري، رواية - جائزة الدولة عن المركز الأعلي للثقافة
- “سوف أحكي عنكِ” أحمد مهنى، رواية
- “سلفي يكتب الروايات سراً” ماجد شيحة، رواية
- “ما فعلته آسية” محمد الصفتي، رواية
- “الزعفرانة” د، أحمد سلامة، رواية
- “غيبوبة الخفاش” حسام حسين، رواية
- “الخوجة” حسام حسين، رواية
- “جرسون” باسم شرف، رواية
- “الاختفاء العجيب لرجل مدهش” د. أسامة علام، رواية
- “قلب مستعمل” لينا النابلسي، رواية
- “محطة الرمل” د. أحمد سلامة، رواية
- “تولوز.. أغنية وحيدة لأوكورديون حزين” د. أسامه علام، رواية
- “الاستشراق” د. عبد العظيم الديب، حضارة اسلامية
- “بضعة أسطر في كتاب التاريخ” د. عبد العظيم الديب، حضارة اسلامية
- “الغزو الثقافي والفكري” د. عبد العظيم الديب، حضارة اسلامية
- “التبعية الثقافية والفكرية” د. عبد العظيم الديب، حضارة اسلامية
- “نحو رؤية جديدة للتاريخ الإسلامي” د. عبد العظيم الديب، حضارة اسلامية
- “سيرة فتوح مصر المحروسة على يد الصحابة المحمدية” د. عمرو منير، تاريخ - جائزة الدولة عن المجلس الأعلى للثقافة
- “كاموفلاج” أحمد النجار، ديوان شعر - جائزة ساويرس الادبية / المركز الأول
- “آخر شوية ليل”، ايرين يوسف، شعر - جائزة أحمد فؤاد نجم لشعر العامية/ المركز الأول
- “بث تجريبي” عمرو أبو زيد، ديوان شعر - جائزة ساويرس الأدبية
- “كسر عين” محمد السيد، ديوان شعر - جائزة ساويرس الأدبية“
- “اكسيليفون” زينب أحمد، ديوان شعر - جائزة ساويرس الأدبية
- “أفيون” توماس بشاي، ديوان شعر - جائزة ساويرس الأدبية

ولديها عدة إصدارات في العام 2018 

## الأنشطة والفعاليات العامة
نظمت الدار على مدار سنوات تأسيسها 5 مهرجانات واحتفاليات شهيرة حققت رواجاً جماهيريا ثقافياً:
- مهرجان تبادل الكتب بالقاهرة
- مهرجان تبادل الكتب بالاسكندرية
- مهرجان نشر جماعي بالقاهرة
- مهرجان وملتقي شباب الأدباء (ثلاث دورات)

كما أنشأت الدار مركزاً للثقافة والفنون بوسط البلد “بيت دوِّن” والذي قدم أكثر من 2400 حدث ثقافي وفني خلال عامان ونصف العام منذ لحظة تأسيسه.

## المؤسسون
تأسست الدار في العام 2008 على يد أحمد البوهي، ويشغل منصب المدير العام وهوكاتب وشاعر ومصري، تخرج في كلية التجارة وإدارة الأعمال، ودرس ماچستير إدارة الأعمال الدولية بجامعة حلوان، أسس وترأس تحرير سلسلة إصدارات “مدونات مصرية للجيب” وهي أول سلسلة كتب معنية بالنشر للشباب المدونين بالوطن العربي. عمل في مجال إدارة المحتوى الابداعي والفني في وكالة اعلانات بدبي والقاهرة وكمدير تنفيذي لشركات بالخليج. شارك في إعداد وتنفيذ وانتاج أنشطة وفعاليات ثقافية وأعمال فنية وتجارية عديدة، صدر له ديوان شعر بعنوان “تالت حلم يمين” عن دار دوِّن للنشر عام 2012.
وأسسها أيضاأحمد مهنى، ويشغل منصب مدير عام النشر وهو كاتب ليبرالي مصري، تخرج من كلية التجارة وإدارة الأعمال، ودرس ماچستير إدارة الأعمال الدولية بجامعة حلوان، شارك في تأسيس سلسلة كتب “مدونات مصرية للجيب” عام 2008 وترأس تحرير نفس السلسلة، كتب وأنتج وأخرج بعض الأعمال الفنية والوثائقية، يعمل في مجال تطوير المحتوى الابداعي ومجال التسويق والتسويق الرقمي بوكالة إعلانات بدبي، صدر له مجموعة قصصية بعنوان “اغتراب” عام 2009، وكتاب أدب اعترافات بعنوان “مزاج القاهرة” عام 2012 ورواية “ سوف أحكي عنكِ” عام 2014 وثلاثتهم عن دار دوِّن للنشر.

### الشركاء
من الشركاء في الدار محمد مفيد، ويشغل منصب مدير العمليات والتوزيع
تخرج من كلية التجارة جامعة عين شمس، عمل في المجال الإداري والمحاسبي بشركات متعددة الجنسيات، ثم كمديراً عاماً لموقع دار الكتب، كتب ونشر عدة مقالات عبر مدونته الالكترونية وفي بعض الصحف والمجلات.
والدكتور أحمد سلامة، مدير إدارة التحرير والتدقيق وهو كاتب وشاعر مصري، تخرج من كلية الطب جامعة بنها، بجانب عمله كطبيب حر فقد تفرغ للعمل في المجال الأدبي، شارك في فريق تحرير سلسلة إصدارات كتب المدونين المصريين، صدر له رواية “محطة الرمل” في عدة طبعات عن دار دوِّن للنشر والتوزيع.